# Conseil national pour la sauvegarde de la patrie
Le Conseil national pour la sauvegarde de la patrie (CNSP) est la junte militaire au pouvoir au Niger à la suite du coup d'État de 2023. 

## Histoire
Dans la soirée du 26 juillet 2023, le colonel-major de l'armée de l'air nigérienne Amadou Abdramane, s'est rendu sur la chaîne de télévision publique Télé Sahel pour affirmer que le président Mohamed Bazoum, qui avait auparavant été détenu par la garde présidentielle à sa résidence officielle à la capitale Niamey, avait été écarté du pouvoir et annonçait la formation de la junte. Assis aux côtés de neuf autres officiers en treillis, il a déclaré que les forces de défense et de sécurité avaient décidé de renverser le gouvernement de Bazoum « en raison de la détérioration de la situation sécuritaire et de la mauvaise gouvernance ». Il a également annoncé la dissolution de la Constitution du pays, la suspension des institutions de l'État, la fermeture des frontières du pays et un couvre-feu national de 22 heures à 5 heures jusqu'à nouvel ordre, tout en mettant en garde contre toute intervention étrangère.
Outre des membres de l'armée de l'air et de la garde présidentielle, des gradés de l'armée de terre, de la garde nationale, de la gendarmerie nationale, de la police et des sapeurs-pompiers en font également partie.
Le 28 juillet 2023, le général de brigade Abdourahamane Tchiani prend la tête du CNSPet forme un gouvernement le 9 août 2023 avec à sa tête Lamine Zeine Ali Mahamane comme premier ministre de la transition.